# Roland Nachtigäller

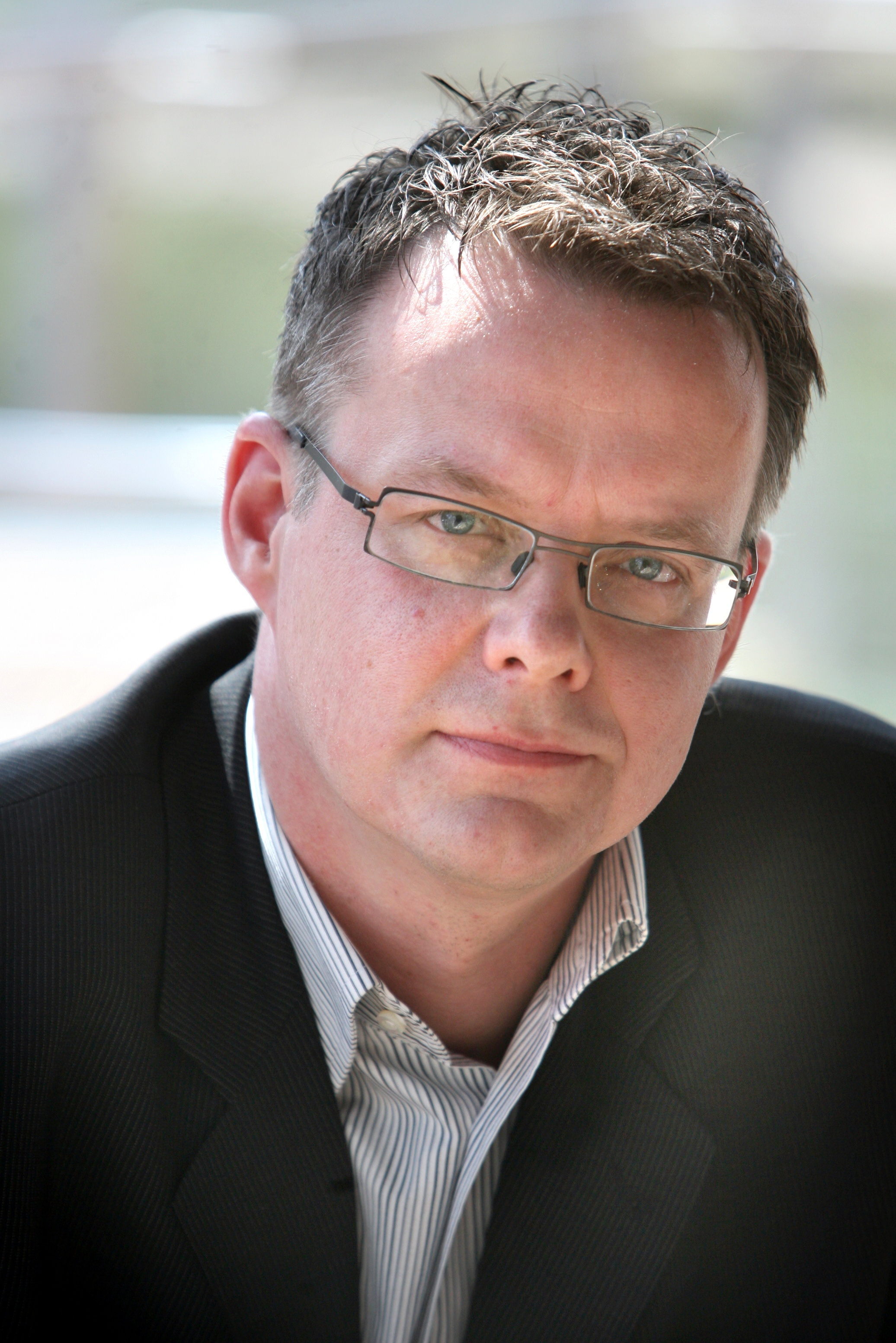
Roland Nachtigäller (2008)

Roland Nachtigäller (* 1960 in Dortmund) ist ein deutscher Kunstwissenschaftler und Ausstellungsmacher. Von Anfang 2009 bis Ende 2021 war er künstlerischer Direktor des Museums Marta Herford. Seit 1. Januar 2022 ist Nachtigäller Geschäftsführer der Stiftung Insel Hombroich in Neuss.

## Leben und Wirken
Roland Nachtigäller studierte an der Kunsthochschule Kassel (damals Gesamthochschule Kassel) Kunst, visuelle Kommunikation, Germanistik und Medienpädagogik. Nach einer wissenschaftlichen Assistenz an der neu gegründeten Kunsthalle Fridericianum (Kassel) wurde er 1991 in das Leitungsteam der documenta IX berufen. Anschließend war er als freier Ausstellungsmacher und Autor an zahlreichen Projekten im In- und Ausland beteiligt.
Von 2003 bis 2008 war er Leiter der Städtischen Galerie Nordhorn, der er mit einem international orientierten Ausstellungsprogramm zur zeitgenössischen Kunst überregionale Beachtung verschaffte. Er entwickelte verschiedene Projekte zur Kunst im öffentlichen Raum. So konzipierte er zwischen 1998 und 2000 zusammen mit Martin Köttering das Skulpturenprojekt kunstwegen im deutsch-niederländischen Grenzraum. 2008 begründete er dessen Fortsetzung unter dem Titel „raumsichten“. Nachtigäller wurde 2010 von der Kunstkommission für Kunst im öffentlichen Raum der Landeshauptstadt Dresden als Berater eingeladen.
Er war 2011 Mitglied des Preisgerichts für das nationale Freiheits- und Einheitsdenkmal in Leipzig.
Nachtigäller war Nachfolger von Jan Hoet, dem Gründungsdirektor von Marta Herford. Hier verantwortete er ein Programm mit Themenausstellungen zur zeitgenössischen Kunst, zu Design und Architektur. Diese wurden ergänzt durch Retrospektiven etwa für Martin Walde oder Olav Christopher Jenssen. Das Gros der Ausstellungen waren Eigenproduktionen. 2011 wurde er mit seinem Team für die Ausstellung „Wir sind alle Astronauten – Universum Richard Buckminster Fuller im Spiegel zeitgenössischer Kunst“ mit dem Justus-Bier-Preis für Kuratoren ausgezeichnet. 2014 wurde MARTa Herford vom internationalen Kritikerverband AICA zum Museum des Jahres gekürt.  Im Herbst 2010 realisierte er außerdem im Rahmen des Marta-Projekts Fünf Tore/Fünf Orte die beiden „Safety Cones“ von Dennis Oppenheim auf einer Herforder Straßenkreuzung.
Zum Amtsantritt in Herford hatte Nachtigäller angekündigt, er wolle zeigen, dass „die Peripherie mindestens genauso spannend ist wie die großen Metropolen.“
Innovationen entstünden „allein aus einem künstlerisch geprägten Gesellschaftszusammenhang“, alles andere sei „Technokratie, Kommerz und geistiges Sterben“; Kulturlosigkeit bedeute gesellschaftlichen „Untergang“ und „geistige Verarmung“, so Nachtigäller.
Von November 2008 bis Ende 2021 war er Nachtigäller Geschäftsführer und Direktor und des Museums Marta Herford. Der dritte, vorzeitig zum 1. Januar 2017 geschlossene Fünfjahresvertrag wurde in gegenseitigem Einvernehmen nicht noch einmal verlängert. Seit 1. Januar 2022 ist Nachtigäller Geschäftsführer der Stiftung Insel Hombroich in Neuss.
Roland Nachtigäller lebt aktuell am Niederrhein.

## Ausstellungen (Auswahl)
- 2015 Mark Dion – Widerspenstige Wildnis, Marta Herford
- 2015 Frida Kahlo – Ihre Fotos, Marta Herford
- 2014  Der entfesselte Blick – Die Brüder Rasch und ihre Impulse für die moderne Architektur, Marta Herford
- 2014  Clemens Krauss – Es ist Zeit, Marta Herford
- 2014 Freundliche Übernahme – Künstler zeigen ihre Sammlung Marta Herford
- 2013  Ruhe-Störung – Streifzüge durch die Welten der Collage, Marta Herford
- 2013 Farbe bekennen – Was Kunst macht, Marta Herford
- 2012 Olav Christopher Jenssen: Enigma – Werke 1985–2012, Marta Herford
- 2012 Atelier + Küche = Labore der Sinne, Marta Herford
- 2011 Franz Erhard Walther: Die Erinnerung der Form, Marta Herford
- 2011 Nezaket Ekici: Personal Map (to be continued …), Marta Herford
- 2011 Wir sind alle Astronauten – Universum Richard Buckminster Fuller, Marta Herford
- 2010 Wir sind Orient – Zeitgenössische Arabesken, Marta Herford
- 2010 Martin Walde: Unken, Marta Herford
- 2010 Unsichtbare Schatten – Bilder der Verunsicherung, Marta Herford
- 2009 Hellwach gegenwärtig – Ausblicke auf die Sammlung Marta, Marta Herford
- 2009 Pittoresk – Neue Perspektiven auf das Landschaftsbild, Marta Herford
- 2008 Ad Absurdum – Zeitgemäße Apparate, Städtische Galerie Nordhorn
- 2008 Jürgen Stollhans: Wir schalten zurück nach Rheda-Wiedenbrück, Städtische Galerie Nordhorn
- 2007 Türkisch Delight, Städtische Galerie Nordhorn
- 2006 Wucherungen und Wandnahmen, Städtische Galerie Nordhorn
- 2005 Austrias – Alois Mosbacher, Markus Huemer, Clemens Krauss, Städtische Galerie Nordhorn
- 2005 Modellräume – Bühnen, Spielfelder, Versuchsanordnungen, Städtische Galerie Nordhorn
- 2004 Daheim in der Fremde – Fremd in der Heimat, Städtische Galerie Nordhorn
- 2004 Andree Korpys / Markus Löffler, Städtische Galerie Nordhorn
- 2003 Plastik Plüsch und Politik – Reflexe der 70er Jahre in der Gegenwartskunst, Städtische Galerie Nordhorn
- 2003 Martin Walde: Der Regen hat eine angenehme Temperatur, Städtische Galerie Nordhorn

## Auszeichnungen
- 2014: Museum des Jahres, gewählt von Kunstkritikern der deutschen Sektion des internationalen Kunstkritikerverbandes (AICA)
- 2011: Justus Bier-Preis für Kuratoren

## Veröffentlichungen (Auswahl)
- Obsidian, in: EVA & ADELE – Obsidian, Berlin/Herford 2013, ISBN 978-3-95476-014-5.
- Heimatfilme ohne Heimat, in: Erik Schmidt – Gatecrasher, Bielefeld/Berlin 2010, ISBN 978-3-86678-483-3.
- Zeitlöcher und Raumspalten, in: Andreas Gefeller – Photographs, Ostfildern 2009, ISBN 978-3-7757-2446-3.
- Matthias Bitzer, hrsg. von Roland Nachtigäller (Autor), Katalog, Nordhorn/Frankfurt/M. 2008
- Jürgen Stollhans: Wir schalten zurück nach Rheda-Wiedenbrück, hrsg. von Roland Nachtigäller (Autor), Katalog, Nordhorn/Heidelberg 2008, ISBN 978-3-86828-017-3.
- Sonja Alhäuser: Immerzu, hrsg. von Roland Nachtigäller (Autor), Köln 2007, ISBN 978-3-86560-256-5.
- Kunstwegen – der Vechte folgen, hrsg. von Roland Nachtigäller (Autor), Nordhorn 2005, ISBN 978-3-922303-38-1.
- Wiedervorlage d5. Eine Befragung des Archivs zur documenta 1972, hrsg. von Roland Nachtigäller (Autor), Friedhelm Scharf (Autor), Karin Stengel (Autor), Katalog, Kassel/Ostfildern 2001, ISBN 978-3-7757-1121-0.
- Hausarbeiten – der Alltag daheim, hrsg. von Martin Köttering und Roland Nachtigäller (Autor), Katalog, Nordhorn 2001, ISBN 978-3-922303-41-1.
- Störenfriede im öffentlichen Interesse. Der Skulpturenweg Nordhorn als offenes Museum, hrsg. von Martin Köttering (Autor) und Roland Nachtigäller (Autor), Köln 1997, ISBN 978-3-87909-558-2.
- Dan Graham: Two-way mirror pavilions. Einwegspiegel-Pavillons. 1989–1996, hrsg. von Martin Köttering (Autor) und Roland Nachtigäller (Autor), Katalog, Städtische Galerie Nordhorn, 1996, ISBN 978-3-922303-21-3.
- Vešč Objet Gegenstand, 144-seitiger Kommentarband (mit Hubertus Gaßner) zum gleichnamigen Reprint, Baden/Zürich 1994.
- Roland Nachtigäller: In der Werkstatt der Bedeutungen, in: Towards a metalanguage of evil = Zu einer Metasprache des Bösen, written 1987, re-ed. 1992 by Cady Noland, Kassel/Ostfildern 1992, ISBN 978-3-89322-518-7.
- Gustav Klucis: Retrospektive, hrsg. von Hubertus Gaßner (Autor) und Roland Nachtigäller (Autor), Katalog, Museum Fridericianum, Kassel/Ostfildern 1991.